# Lindsay Crouse
Lindsay Ann Crouse (New York, 12 maggio 1948) è un'attrice statunitense.

## Biografia
Figlia di Russel Crouse, autore di The Sound of Music insieme a Howard Lindsay, e sorella dello scrittore Timothy Crouse, è stata candidata all'Oscar come migliore attrice non protagonista, per Le stagioni del cuore (1984) di Robert Benton.

## Filmografia

### Cinema
- Tutti gli uomini del presidente (All the President's Men), regia di Alan J. Pakula (1976)
- Colpo secco (Slap Shot), regia di George Roy Hill (1977)
- Between the Lines, regia di Joan Micklin Silver (1977)
- Il principe della città (Prince of the City), regia di Sidney Lumet (1981)
- Il verdetto (The Verdict), regia di Sidney Lumet (1982)
- Daniel, regia di Sidney Lumet (1983)
- L'uomo dei ghiacci (Iceman), regia di Fred Schepisi (1984)
- Le stagioni del cuore (Places in the Heart), regia di Robert Benton (1984)
- La casa dei giochi (House of Games), regia di David Mamet (1987)
- Lemon Sky, regia di Jan Egleson (1988)
- Communion, regia di Philippe Mora (1989)
- Ore disperate (Desperate Hours), regia di Michael Cimino (1990)
- Le cinque vite di Hector (Being Human), regia di Bill Forsyth (1994)
- Mariti imperfetti (Bye Bye Love), regia di Sam Weisman (1995)
- La chiave magica (The Indian in the Cupboard), regia di Frank Oz (1995)
- Il giurato (The Juror), regia di Brian Gibson (1996)
- The Arrival, regia di David Twohy (1996)
- Prefontaine, regia di Steve James (1997)
- Progeny - Il figlio degli alieni (Progeny), regia di Brian Yuzna (1998)
- One Hell of a Guy, regia di James David Pasternak (1998)
- Stranger in My House, regia di Joe Cacaci (1999)
- Insider - Dietro la verità (The Insider), regia di Michael Mann (1999)
- La valle del silenzio (Almost Salinas), regia di Terry Green (2001)
- Impostor, regia di Gary Fleder (2001)
- Cherish, regia di Finn Taylor (2002)
- Mr. Brooks, regia di Bruce A. Evans (2007)
- Somewhere Slow, regia di Jeremy O'Keefe (2013)

### Televisione
- Eleanor and Franklin – serie TV, episodi 1x01-1x02 (1976)
- The Tenth Level, regia di Charles S. Dubin – film TV (1976)
- Eleanor and Franklin: The White House Years, regia di Daniel Petrie – film TV (1977)
- Paul's Case, regia di Lamont Johnson – film TV (1980)
- Summer Solstice, regia di Ralph Rosenblum – film TV (1981)
- Kennedy's Children, regia di Merrill Brockway e Marshall W. Mason – film TV (1982)
- ABC Afterschool Specials – serie TV, episodio 13x5 (1985)
- Un giustiziere a New York (The Equalizer) – serie TV, episodio 2x17 (1987)
- Hill Street giorno e notte (Hill Street Blues) – serie TV, 5 episodi (1986-1987)
- Colombo (Columbo) – serie TV, episodio 8x03 (1989)
- CBS Summer Playhouse – serie TV, episodio 3x06 (1989)
- Lifestories – serie TV, episodio 1x02 (1990)
- Everyday Heroes, regia di Helen Whitney – film TV (1990)
- La signora in giallo (Murder, She Wrote) – serie TV, episodio 9x14 (1993)
- Civil Wars – serie TV, episodi 2x17-2x18 (1993)
- Chantilly Lace, regia di Linda Yellen – film TV (1993)
- Appello finale (Final Appeal), regia di Eric Till – film TV (1993)
- Fuori dal buio (Out of Darkness), regia di Larry Elikann – film TV (1994)
- Traps – serie TV, 5 episodi (1994)
- L.A. Law - Avvocati a Los Angeles (L.A. Law) – serie TV, episodi 4x21-8x22 (1990-1994)
- Parallel Lives, regia di Linda Yellen – film TV (1994)
- CBS Schoolbreak Special – serie TV, episodio 12x05 (1995)
- E.R. - Medici in prima linea (ER) – serie TV, episodio 2x15 (1996)
- Norma Jean & Marilyn, regia di Tim Fywell – film TV (1996)
- Tre vite allo specchio (If These Walls Could Talk), regia di Cher e Nancy Savoca – film TV (1996) - (segmento "1996")
- Millennium – serie TV, episodio 1x06 (1996)
- NYPD - New York Police Department (NYPD Blue) – serie TV, episodi 4x07-4x11 (1996-1997)
- Brimstone – serie TV, episodio 1x02 (1998)
- Beyond the Prairie: The True Story of Laura Ingalls Wilder, regia di Marcus Cole – film TV (1999)
- Oltre i limiti (The Outer Limits) – serie TV, episodio 5x12 (1999)
- Il tocco di un angelo (Touched by an Angel) – serie TV, episodio 6x01 (1999)
- Buffy l'ammazzavampiri (Buffy the Vampire Slayer) – serie TV, 9 episodi (1999-2000)
- The Warden, regia di Stephen Gyllenhaal – film TV (2001)
- Providence – serie TV, 4 episodi (2001-2002)
- Frasier – serie TV, episodi 9x14-9x15 (2002)
- The Division – serie TV, episodio 2x05 (2002)
- Alias – serie TV, episodio 1x16 (2002)
- Beyond the Prairie, Part 2: The True Story of Laura Ingalls Wilder, regia di Marcus Cole – film TV (2002)
- Arli$$ – serie TV, episodio 7x01 (2002)
- Hack – serie TV, 4 episodi (2003)
- Dragnet – serie TV, 6 episodi (2003)
- CSI - Scena del crimine (CSI: Crime Scene Investigation) – serie TV, episodio 5x08 (2004)
- Law & Order - I due volti della giustizia (Law & Order) – serie TV, episodi 3x14-10x03-16x01 (1993-2005)
- Criminal Minds – serie TV, episodio 1x11 (2005)
- Drive – serie TV, episodio 1x06 (2005)
- Flashforward – serie TV, episodi 1x11-1x12 (2010)
- Law & Order - Unità vittime speciali (Law & Order: Special Victims Unit) – serie TV, 7 episodi (2009-2011)

## Doppiatrici italiane
Nelle versioni in italiano dei suoi film, Lindsay Crouse è stata doppiata da:
- Vittoria Febbi in Daniel, Le stagioni del cuore, La casa dei giochi
- Paila Pavese in Progeny - Il figlio degli alieni, CSI - Scena del crimine
- Rossella Izzo in Colpo secco
- Roberta Greganti in Il verdetto
- Anna Rita Pasanisi in La chiave magica
- Anna Cesareni in Il giurato
- Stefania Romagnoli in The Arrival
- Barbara Castracane in Norma Jean & Marilyn
- Melina Martello in Insider - Dietro la verità
- Aurora Cancian in Criminal Minds
- Antonella Giannini in Mr. Brooks

## Riconoscimenti
Premi Oscar 1985 - Candidatura all'Oscar alla miglior attrice non protagonista per Le stagioni del cuore